# Milenial
| Generaciones sociales de Occidente |
| --- |
| Generación perdida Generación grandiosa Generación silenciosa Baby boomer Generación X Generación Y Generación Z Generación Alfa Generación Beta |

La generación Y, también conocida como generación del milenio o milénica —del inglés millennial generation—, es la cohorte demográfica que sigue a la generación X y precede a la generación Z. No hay precisión o consenso respecto a las fechas de inicio y fin de esta generación; los demógrafos e investigadores suelen situar en esta cohorte a los nacidos entre principios de la década de 1980 y mediados de la década de 1990. A los milénicos se les llama a veces eco boomers debido a un aumento importante de las tasas de natalidad en las décadas de 1980 y 1990, y porque los milénicos son, a menudo, los hijos de los baby boomers. Aunque las características milénicas varían de una región a otra, dependiendo de las condiciones sociales, económicas y culturales (puede haber jóvenes que, sin posibilidad de acceso a las tecnologías digitales, presenten unas competencias muy limitadas o nulas), la generación ha estado generalmente marcada por un mayor uso y familiaridad con las comunicaciones, los medios de comunicación y las tecnologías digitales.

## Terminología
Los autores William Strauss y Neil Howe son ampliamente reconocidos por nombrar a los milénicos. Acuñaron el término en 1987, en un momento en que los niños nacidos en 1982 iniciaban la educación preescolar y los medios de comunicación identificaron por primera vez su posible vínculo con el inminente nuevo milenio como la clase que finalizaría la educación secundaria en el año 2000. Escribieron sobre esta cohorte demográfica en sus libros The History of America's Future, 1584 to 2069 (1991) and Millennials Rising: The Next Great Generation (2000).
En agosto de 1993, un editorial de Advertising Age acuñó la frase «generación Y» para describir a aquellos que tenían 11 años o menos, así como a los adolescentes de los siguientes diez años que fueron definidos como diferentes de la generación X. Según el periodista Bruce Horovitz, en 2012, Ad Age «tiró la toalla al admitir que milénicos es un nombre mejor que el de generación Y», y en 2014, un exdirector de estrategia de datos de Ad Age dijo que «la etiqueta de la generación Y era un marcador de posición hasta que descubrimos más sobre ellos». Los milénicos se llaman a veces echo boomers, debido a que son los hijos de los baby boomers y debido al aumento significativo de las tasas de natalidad desde principios de la década de 1980 hasta mediados de la década de 1990, reflejando lo ocurrido con sus padres. En los Estados Unidos, las tasas de natalidad alcanzaron su punto máximo en agosto de 1990 y continuó la tendencia del siglo XX hacia familias más pequeñas en los países desarrollados. En su libro The Lucky Few: Between the Greatest Generation and the Baby Boom, la autora Elwood Carlson llamó a esta cohorte New Boomers.
La psicóloga Jean Twenge describió a los milénicos como «Generación Yo» en su libro de 2006 Generation Me: Why Today’s Young Americans Are More Confident, Assertive, Entitled – and More Miserable Than Ever Before, que se actualizó en 2014. En 2013, la revista Time publicó un artículo de portada titulado Millennials: The Me Me Me Generation. Newsweek utilizó el término «Generación 9/11» para referirse a los jóvenes que tenían entre 10 y 20 años de edad durante los actos terroristas del 11 de septiembre de 2001; su primera mención fue en el artículo de portada del número del 12 de noviembre de 2001. Otros nombres alternativos para esta cohorte demográfica incluyen Generation We, Global Generation, Generation Next y Net Generation.
Los milénicos chinos son comúnmente llamados como la generación de los años 80 y 90. En 2015, en una conferencia en Shanghái organizada por el Instituto de Estados Unidos y China de la Universidad del Sur de California, se habló de los milénicos en China y se contrastaron con los milénicos estadounidenses. Los resultados incluyeron el matrimonio, la maternidad y las preferencias de crianza de los milénicos, ambiciones de vida y de carrera, y las actitudes hacia el voluntariado y el activismo.

## Fechas y rango de edad
No existe un consenso sobre qué personas son parte de esta generación. Los rangos varían dependiendo del país, medio, estadística y estudios sociológicos diferentes.
Una minoría de demógrafos e investigadores inician la generación a mediados y finales de la década de 1970, como MetLife, que utiliza fechas de nacimiento que van de 1977 a 1992, y Nielsen Media Research, que utiliza fechas desde 1977 hasta 1995 o 1996. Un informe de Synchrony Financial publicado en 2014 se remonta a 1978 para marcar el inicio de la generación.
La mayoría de investigadores y demógrafos inician la generación a principios de la década de 1980, y algunos la terminan a mediados de la década del 2000. El estudio australiano McCrindle Research utiliza 1980-1994 como años de nacimiento de la generación. Un informe de PricewaterhouseCoopers de 2013 utilizó los datos de 1980 a 1995. Gallup Inc. y MSW Research usan 1980-1996. Ernst and Young utiliza 1981-1996.
Statistics Canada define a los milénicos como los nacidos de 1981 hasta 1996, citando al Pew Research Center, en una publicación de 2022 que analiza su censo de 2021.
El diario mexicano El Financiero, en un artículo de 2021, dice que los milénicos nacieron entre 1982 y 1992, y también comenta que «Algunos estudios los ubican a partir de 1985, pues en México el terremoto de ese año –sumado a las severas crisis durante el sexenio de Miguel de la Madrid– marcaron cambios radicales en las costumbres –y en la economía– de todo el país»
Synchrony Financial define a los milénicos como los nacidos en 1976-1992. Un informe realizado por Boston Consulting Group y Altagamma define a los milénicos como los nacidos de 1978 a 1992.
El Observatorio Generación & Talento, en el que participan empresas como CaixaBank, Gas Natural Fenosa, Mapfre, Orange, Repsol, Banc Sabadell o Banco Santander, publicó un extenso estudio titulado Diagnóstico de la diversidad generacional: análisis del talento intergeneracional en las empresas, en el que define a la generación milénica como los nacidos entre 1982 y 1992.
Patricia A. Banks, coeditora en jefe de Poética y profesora de sociología en Mount Holyoke College, en su libro titulado Diversity and Philanthropy at African American Museums: Black Renaissance, define a la generación milénica como los nacidos en 1977-1992.
Kimberly Weisul, en un artículo de 2011 para CBS News, define a la generación milénica como los nacidos de 1980 a 1992.
Robert L. Heath, profesor emérito de comunicación en la Universidad de Houston, en su libro titulado Encyclopedia of Public Relations, define a los milénicos como los nacidos en 1981-1992.
Un informe de 2018 del Pew Research Center define a los milénicos como nacidos entre 1981 y 1996, eligiendo estas fechas para «factores políticos, económicos y sociales clave», incluyendo los ataques terroristas del 11 de septiembre. Este rango hace que los milénicos de 5 a 20 años de edad en el momento de los ataques sean «lo suficientemente viejos como para comprender el significado histórico». Pew indicó que utilizarían de 1981 a 1996 para futuras publicaciones, pero que seguirían abiertos hasta la fecha para recalibrar.
La Oficina del Censo de los Estados Unidos define la generación milénica como la generación nacida entre 1982 y 2000. Goldman Sachs y Resolution Foundation usan el rango 1980-2000. SYZYGY, una agencia de servicios digitales parcialmente propiedad de WPP, utiliza 1981-1998. Asia Business Unit of Corporate Directions, Inc describe los milénicos como los nacidos entre 1981 y 2000, la Cámara de Comercio de Estados Unidos utiliza el rango 1980-1999. El diccionario en línea Merriam-Webster describe a los milénicos como aquellos que nacieron aproximadamente entre los años ochenta y noventa.
El Banco de Desarrollo de Canadá (por sus siglas en inglés BDC) define a la generación Y como aquellos nacidos en 1981-2000.
Joel Thiessen, profesor de sociología en la Ambrose University en Calgary y coautor del libro The Millennial Mosaic (2019), optó por definir a la generación milénica entre 1986 y 2006. Carole Cooper, en un artículo publicado en 2021 para LinkedIn, define a los milénicos como aquellos nacidos entre 1981 y 2000. Fitri Bintang Timur, en un artículo publicado en 2016 para LinkedIn, define a los milénicos como aquellos nacidos entre 1980 y 2000.
Statista, en un artículo publicado en 2021, define a los milénicos como los nacidos entre 1980 y 2000.
En 2013, un artículo de la revista Time usó 1980 o 1981 como fecha de inicio de la generación. Robert Booth escribió un artículo en 2018 para The Guardian, en donde se menciona a los millennials como los nacidos en 1981-2000. Douglas Fraser, en su artículo de 2016 para BBC define a los miléniales como los nacidos entre 1981 y 2000.
Nick Wells en un artículo publicado en 2015 para la CNBC, dice que un milénico podría ser cualquiera nacido entre 1976 y 2010, y que hay muy poco consenso en quienes son realmente los milénicos, sin embargo dice que «Todos los que miramos están de acuerdo en que si naciste entre 1986 y 1990, eres millennial».
Los demógrafos William Straus y Neil Howe, a quienes se atribuye la acuñación del término, definen a los milénicos como los nacidos entre 1982 y 2004. Sin embargo, Howe describió la línea divisoria entre los milénicos y la siguiente generación Z como «tentativa», diciendo que «no se puede asegurar en qué momento de la historia se trazará la línea divisoria hasta que una generación se desarrolle totalmente». Señaló que el rango de los milénicos a partir de 1982 apuntaría a que la próxima generación comenzaría entre 2000 y 2006.
En su libro The Lucky Few: Between the Greatest Generation and the Baby Boom, la autora Elwood Carlson definió a esta cohorte como la nacida entre 1983 y 2001, basándose en el auge de los nacimientos después de 1983 y terminando con los «retos políticos y sociales» que se produjeron tras los atentados terroristas del 11 de septiembre. En 2016, el Public Interest Research Group describió a los milénicos como los nacidos entre 1983 y 2000. En el programa de televisión estadounidense Survivor, en su 33.ª temporada, subtitulada Millennials vs. Gen X, la tribu milénica consistía en individuos nacidos entre 1984 y 1997.
Debido a la superposición del año de nacimiento en las definiciones de la generación X y la de los milénicos, algunos individuos nacidos a finales de los años setenta y principios de los ochenta se ven a sí mismos entre las dos generaciones. Los nombres dados a los nacidos a caballo entre la generación X y la generación milénica incluyen xennials, generación Catalano y generación Oregon Trail.

## Características
Los autores William Strauss y Neil Howe creen que cada generación tiene características comunes que le dan un carácter específico con cuatro arquetipos generacionales básicos, que se repiten en un ciclo. Según su hipótesis, predijeron que los milénicos se parecerán más a la generación GI con un fuerte sentido de comunidad tanto local como global. Strauss y Howe atribuyen siete rasgos básicos a la cohorte milénica: especial, protegida, segura, orientada al trabajo en equipo, convencional, presionada y exitosa. Arthur E. Levine, autor de When Hope and Fear Collide: A Portrait of Today's College Student describe estas imágenes generacionales como «estereotipos».
La investigación de Strauss y Howe ha sido influyente, pero también tiene críticos. La psicóloga Jean Twenge dice que las afirmaciones de Strauss y Howe son excesivamente deterministas, no falsables y no están respaldadas por pruebas rigurosas. Twenge, autora del libro Generation Me (2006), considera que los milénicos, junto con los miembros más jóvenes de la generación X, forman parte de lo que ella llama Generation Me. Twenge atribuye a los milénicos los rasgos de confianza y tolerancia, pero también describe un sentido de derecho y narcisismo, basado en encuestas de personalidad que muestran un mayor narcisismo entre los milénicos en comparación con las generaciones anteriores cuando eran adolescentes y tenían entre 20 y 30 años. Ella cuestiona las predicciones de Strauss y Howe de que esta generación tendrá una mentalidad cívica. Un estudio realizado en 2016 por SYZYGY, una agencia de servicios digitales, encontró que los milénicos en Estados Unidos continúan exhibiendo puntuaciones elevadas en el Inventario de Personalidad Narcisista a medida que envejecen, encontrando que los milénicos exhiben un 16 % más de narcisismo que los adultos mayores, con los hombres puntuando más alto en promedio que las mujeres. El estudio examinó dos tipos de narcisismo: el narcisismo grandioso, descrito como «el narcisismo de los extrovertidos, caracterizado por un comportamiento que busca la atención, el poder y la dominación», y el narcisismo vulnerable, descrito como «el narcisismo de los introvertidos, caracterizado por un agudo sentido de autoconciencia y defensa».
El estudio «Monitoring the Future» de la Universidad de Míchigan sobre los estudiantes de último año de secundaria (realizado continuamente desde 1975) y la encuesta sobre los estudiantes estadounidenses de primer año, realizada por el Instituto de Investigación de la Educación Superior de la UCLA sobre los nuevos estudiantes universitarios desde 1966, mostraron un aumento en la proporción de estudiantes que consideran que la riqueza es un atributo muy importante, desde el 45 % entre los baby boomers (encuestados entre 1967 y 1985) hasta el 70 % de la generación X y el 75 % de los milénicos. El porcentaje que dijo que era importante mantenerse al tanto de los asuntos políticos cayó, del 50 % para los baby boomers al 39 % para la generación X y al 35 % para los milénicos. La noción de «desarrollar una filosofía de vida significativa» disminuyó más a través de las generaciones, del 73 % para los boomers al 45 % para los milénicos. La voluntad de participar en un programa de limpieza ambiental se redujo del 33 % para los baby boomers al 21 % para los milénicos. Estos muestran una voluntad de votar más que las generaciones anteriores. Con un porcentaje de votantes justo por debajo del 50 % en los últimos cuatro ciclos presidenciales, ya han superado a la generación X de la misma edad, que tenía solo el 36 %.
Una encuesta de Pew Research de 2013 encontró que el 84 % de los milénicos, nacidos desde 1980, que en ese momento tenían entre 18 y 32 años, estaban a favor de legalizar el uso de la marihuana. En 2015, Pew Research Center también llevó a cabo una investigación sobre la identidad generacional que decía que a la mayoría no le gustaba la etiqueta «milénica».
En marzo de 2014, Pew Research Center publicó un informe sobre cómo los «milénicos en la edad adulta» están «separados de las instituciones y en red con los amigos». El informe dice que los milénicos son un poco más optimistas que los adultos mayores sobre el futuro de Estados Unidos, con el 49 % de los milénicos diciendo que los mejores años del país están por venir, aunque son los primeros en la era moderna en tener niveles más altos de deuda de préstamos estudiantiles y desempleo.
Fred Bonner, catedrático de educación en la Universidad Rutgers y autor de Diverse Millennial Students in College: Implications for Faculty and Student Affairs, cree que gran parte de la opinión sobre la generación milénica puede ser parcialmente correcta, pero demasiado general, y que muchos de los rasgos que describen se aplican principalmente a «adolescentes blancos y acaudalados que logran grandes cosas a medida que crecen en los suburbios, que se enfrentan a la ansiedad cuando solicitan ingreso en universidades súper selectivas y que realizan tareas múltiples con facilidad mientras sus híperpadres se ciernen tranquilamente sobre ellos». Durante las discusiones en clase, Bonner escuchó a estudiantes negros e hispanos describir cómo algunos o todos los llamados rasgos básicos no se aplicaban a ellos. A menudo decían que el rasgo «especial», en particular, es irreconocible. Otros grupos socioeconómicos a menudo no muestran los mismos atributos que se atribuyen comúnmente a los milénicos. «No es que muchos padres diversos no quieran tratar a sus hijos como especiales», dice, «pero a menudo no tienen el capital social y cultural, el tiempo y los recursos para hacerlo».
En su libro Fast Future, el autor David Burstein describe el enfoque milénico del cambio social como «idealismo pragmático» con un profundo deseo de hacer del mundo un lugar mejor, combinado con el entendimiento de que para ello es necesario construir nuevas instituciones y trabajar dentro y fuera de las instituciones existentes.
Elza Venter, psicóloga educativa y profesora en Unisa, Sudáfrica, en el Departamento de Psicología de la Educación, cree que los miembros de la generación Y son nativos digitales porque han crecido experimentando la tecnología digital y la han conocido toda su vida. Prensky acuñó el concepto de «nativos digitales» porque esta generación son «hablantes nativos del lenguaje digital de los ordenadores, los videojuegos e internet». Esta generación abarca 20 años y sus miembros mayores utilizan una combinación de comunicación cara a cara y comunicación mediada por ordenador, mientras que sus miembros más jóvenes utilizan principalmente tecnologías electrónicas y digitales para la comunicación interpersonal.

## Deporte
Un menor número de milénicos estadounidenses, respecto a sus homólogos de la generación X, siguen el deporte, y una encuesta de McKinsey encontró que el 38 por ciento de los milénicos, en contraste con el 45 por ciento de la generación X, son aficionados al deporte. Sin embargo, la tendencia no es uniforme en todos los deportes; la brecha desaparece para la National Basketball Association, Ultimate Fighting Championship, Premier League y los deportes universitarios. Por ejemplo, una encuesta realizada en 2013 reveló que el compromiso con las artes marciales mixtas había aumentado en el siglo XXI y que era más popular que el boxeo y la lucha libre para los estadounidenses de 18 a 34 años de edad, en contraste con los de 35 años o más que preferían el boxeo. En Estados Unidos, mientras que la popularidad del fútbol americano y de la National Football League ha disminuido entre los milénicos, la popularidad del fútbol y de la Major League Soccer ha aumentado más entre los milénicos que entre cualquier otra generación, y a partir de 2018 era el segundo deporte más popular entre los jóvenes de 18 a 34 años.
También se ha descubierto que los milénicos están más preocupados por el ejercicio y la forma física que otras generaciones y que tienen una tasa más alta de ir a gimnasios, ya que una encuesta muestra que el 76 por ciento de los milénicos (de 18 a 34 años de edad) hacen ejercicio al menos una vez a la semana. En una encuesta realizada en 2017 a 30 999 estadounidenses se obtuvo que los milénicos (de 19 a 38 años de edad) son la generación más activa y físicamente apta en general en comparación con las generaciones anteriores, como los baby boomers y la generación X y su generación sucesiva, la generación Z.

## Actitud en el trabajo
Hay numerosa literatura y estudios empíricos que discuten la existencia de diferencias generacionales en lo que respecta al lugar de trabajo. La mayoría de las investigaciones concluyen que los milénicos difieren de sus predecesores generacionales, y pueden caracterizarse por la preferencia por una cultura corporativa plana, un énfasis en el equilibrio entre el trabajo y la vida personal y la conciencia social.
Según autores de la Universidad Internacional de Florida, las investigaciones originales realizadas por Howe y Strauss, así como por Yu & Miller, sugieren que los baby boomers responden principalmente con lealtad, ética laboral, trayectoria profesional estable y compensación cuando se trata de su vida profesional. La generación X, por otro lado, comenzó a cambiar sus preferencias hacia un mejor equilibrio entre el trabajo y la vida privada con un mayor enfoque en el progreso individual, la estabilidad y la satisfacción en el trabajo. Mientras tanto, los milénicos ponen énfasis en producir un trabajo significativo, encontrar una salida creativa y tienen preferencia por la retroalimentación inmediata. En el artículo Challenges of the Work of the Future también se destaca que los milénicos que trabajan en los trabajos basados en el conocimiento asumen muy a menudo una responsabilidad personal para sacar el máximo provecho de lo que hacen. Como no están satisfechos con permanecer durante un largo período de tiempo en el mismo puesto de trabajo, sus trayectorias profesionales se vuelven más dinámicas y menos predecibles. Los resultados también sugieren que la introducción de los medios sociales ha aumentado las habilidades de colaboración y ha creado una preferencia por un entorno orientado al trabajo en equipo.
En 2010, en el Journal of Business and Psychology, los colaboradores Myers y Sadaghiani señalaban que los milénicos «esperan relaciones cercanas y retroalimentación frecuente de los supervisores» como puntos principales de diferenciación. Múltiples estudios observan que los milénicos asocian la satisfacción en el trabajo con el libre flujo de información, una fuerte conectividad con los supervisores y una retroalimentación más inmediata. Hershatter y Epstein, investigadores de la Universidad Emory, argumentan que muchos de estos rasgos pueden relacionarse con la entrada de los milénicos en el sistema educativo en la cúspide de la reforma académica, que creó un sistema educativo mucho más estructurado. Algunos argumentan que tras estas reformas, como la ley Que Ningún Niño Se Quede Atrás, los milénicos han buscado cada vez más la ayuda de mentores y asesores, lo que ha llevado a que el 66% de los milénicos busquen un entorno laboral plano.
Hershatter y Epstein también hacen hincapié en la creciente importancia de la conciliación. Los estudios demuestran que casi un tercio de la prioridad principal de los estudiantes es «equilibrar la vida personal y profesional». El estudio sobre la fuga de cerebros muestra que casi 9 de cada 10 milénicos otorgan importancia al equilibrio entre el trabajo y la vida privada, con encuestas adicionales que demuestran que la generación favorece los valores familiares por encima de los corporativos. Los estudios también muestran una preferencia por el equilibrio entre el trabajo y la vida privada, lo que contrasta con la actitud centrada en el trabajo de los baby boomers.
Los datos también sugieren que los milénicos están impulsando un cambio hacia el sector de los servicios públicos. En 2010, Myers y Sadaghiani publicaron una investigación en el Journal of Business and Psychology en la que se afirmaba que la participación en el Cuerpo de Paz y AmeriCorps había aumentado gracias a los milénicos, y que el voluntariado se encontraba en su punto más alto de todos los tiempos. La actividad de los voluntarios entre 2007 y 2008 muestra que el grupo de edad milénico experimentó casi tres veces el aumento de la población total, lo que concuerda con una encuesta realizada a 130 estudiantes universitarios de último curso que mostraban un énfasis en el altruismo en su educación. Esto ha llevado, según el Instituto de Política de la Universidad de Harvard, a que seis de cada diez milénicos consideren una carrera en el servicio público.
Una publicación de 2014 de Brookings muestra una adhesión generacional a la responsabilidad social corporativa, con la encuesta de 2013 de la National Society of High School Scholars (NSHSS) y la encuesta de 2011 de Universum, que muestra una preferencia por trabajar para empresas dedicadas a la mejora de la sociedad. El cambio de actitud de los milénicos ha llevado a que los datos muestren que el 64% de los milénicos tendrían un recorte salarial del 60% para seguir una trayectoria profesional alineada con sus pasiones, y las instituciones financieras han caído en desgracia con los bancos que representan el 40% de las marcas menos apreciadas de la generación.
En 2008, el autor Ron Alsop llamó a los milénicos «Trophy Kids», un término que refleja una tendencia en los deportes de competición, así como en muchos otros aspectos de la vida, donde la mera participación es suficiente para obtener una recompensa. Se trata también de un problema en los entornos corporativos. A algunos empleadores les preocupa que los milénicos tengan demasiadas expectativas en el lugar de trabajo. Algunos estudios predicen que cambiarán de trabajo con frecuencia, teniendo muchos más empleos que la generación X debido a sus grandes expectativas. El psicólogo Jean Twenge informa que los datos sugieren que existen diferencias entre los milénicos más viejos y más jóvenes en cuanto a las expectativas en el lugar de trabajo, siendo los milénicos más jóvenes «más prácticos» y «más atraídos por las industrias con trabajo fijo y más propensos a decir que están dispuestos a trabajar horas extras», lo que Twenge atribuye a los milénicos más jóvenes que llegan a la mayoría de edad tras la crisis financiera de 2007-2008.
También se sostiene que las principales diferencias se encuentran únicamente entre los milénicos y la generación X. Investigadores de la Universidad de Misuri y de la Universidad de Tennessee llevaron a cabo un estudio basado en la equivalencia de las mediciones para determinar si tal diferencia existe de hecho. El estudio incluyó a 1860 participantes que habían completado el Perfil Ético de Trabajo Multidimensional (MWEP), una encuesta destinada a medir la identificación con las características éticas del trabajo, a lo largo de un período de 12 años que abarca desde 1996 hasta 2008. Los resultados de los hallazgos sugieren que la principal diferencia en los sentimientos de la ética laboral surgió entre las dos cohortes generacionales más recientes, la generación X y los milénicos, con variaciones relativamente pequeñas entre las dos generaciones y su predecesor, los baby boomers.
Algunas investigaciones no logran encontrar diferencias convincentes. Un estudio realizado por investigadores de la Universidad George Washington y el Instituto de Investigación del Ejército de los Estados Unidos para las Ciencias Sociales y del Comportamiento cuestiona la validez de las diferencias en el lugar de trabajo a través de cualquier cohorte generacional. De acuerdo con los investigadores, el desacuerdo sobre qué eventos incluir cuando se asignan cohortes generacionales, así como las opiniones variadas sobre qué rangos de edad incluir en cada categoría generacional, son los principales impulsores de su escepticismo. El análisis de 20 informes de investigación centrados en los tres factores relacionados con el trabajo —la satisfacción en el trabajo, el compromiso de la organización y la intención de cambio— demostró que cualquier variación era demasiado pequeña para descartar el impacto de la permanencia de los empleados y el envejecimiento de las personas. Investigaciones más recientes muestran que los milénicos cambian de trabajo por las mismas razones que otras generaciones, es decir, más dinero y un entorno de trabajo más innovador. Buscan versatilidad y flexibilidad en el lugar de trabajo y se esfuerzan por lograr un fuerte equilibrio entre el trabajo y la vida privada, y tienen aspiraciones profesionales similares a las de otras generaciones, valorando la seguridad financiera y un lugar de trabajo diverso, al igual que sus colegas mayores.

## Posturas políticas
Las encuestas sobre las actitudes políticas de los milénicos en el Reino Unido han sugerido que cada vez hay más opiniones socioliberales, así como un mayor apoyo general a las políticas económicas liberales clásicas que las de las generaciones anteriores. Es probable que apoyen el matrimonio entre personas del mismo sexo y la legalización de las drogas. The Economist los compara con los milénicos de Estados Unidos, cuyas actitudes son más favorables a las políticas sociales liberales y al matrimonio entre personas del mismo sexo en comparación con otras demografías. También es más probable que se opongan a los ensayos con animales con fines médicos que las generaciones anteriores. Pew Research describió a los milénicos como «la fuerza del voto de la juventud» y como parte de la conversación política que ayudó a elegir al primer presidente negro de Estados Unidos, describiendo a los milénicos entre los 12 y los 27 años durante las elecciones presidenciales de 2008 en Estados Unidos.
Bernie Sanders, candidato demócrata en las elecciones presidenciales de Estados Unidos de 2016, fue el candidato más popular entre los votantes milénicos en la fase de las primarias, habiendo obtenido más votos de personas menores de 30 años en 21 estados que los candidatos de los principales partidos, Donald Trump y Hillary Clinton, juntos. En abril de 2016, The Washington Post lo vio como un cambio en la forma en que los milénicos veían la política, diciendo: «No está moviendo un partido a la izquierda. Está moviendo una generación a la izquierda». Bernie Sanders se refirió a los milénicos como «la generación menos prejuiciosa en la historia de los Estados Unidos». Una encuesta realizada en 2014 para la revista libertaria Reason sugirió que los milénicos estadounidenses eran socioliberales y centristas fiscales, más a menudo que sus pares globales.
En el Reino Unido, la mayoría de los milénicos se opusieron a la salida británica de la Unión Europea. Un comentarista, culpando a los baby boomers, que apoyaron en gran medida el referéndum, dijo lo siguiente: «La generación más joven ha perdido el derecho a vivir y trabajar en otros 27 países. Nunca sabremos el alcance de las oportunidades perdidas, amistades, matrimonios y experiencias que se nos negarán». The Washington Post lo expresó como «te dejamos robar nuestro futuro», mostrando una alta participación de votantes entre los mayores de 55 años de edad y una baja participación de votantes entre los menores de 34 años.
Neil Howe cree que un rasgo definitorio de los milénicos es que es más probable que apoyen la corrección política que los miembros de las generaciones anteriores. En 2015, un estudio de Pew Research constató que el 40 % de los milénicos en Estados Unidos apoyaban la restricción por parte del gobierno del discurso público ofensivo hacia los grupos minoritarios. Este apoyo fue menor entre las generaciones anteriores, con el 27 % de la generación X, el 24 % de los baby boomers y solo el 12 % de la generación silenciosa apoyando tales restricciones. Pew Research observó tendencias similares relacionadas con la edad en Reino Unido, pero no en Alemania y España, donde los milénicos apoyaron menos tal restricción que las generaciones anteriores. En Francia, Italia y Polonia no se observaron diferencias de edad significativas. En Estados Unidos y Reino Unido, los milénicos han traído cambios a la educación superior al llamar la atención sobre las microagresiones, abogar por la implementación de espacios seguros y activar advertencias en el entorno universitario. Los críticos de estos cambios han expresado su preocupación por su impacto en la libertad de expresión, afirmando que estos cambios pueden promover la censura, mientras que los proponentes han descrito estos cambios como una promoción de la inclusión.
Los gobernantes internacionales miléniales han sido Nayib Bukele (1981), Vjosa Osmani (1982), Irakli Garibashvili (1982), Sanna Marin (1985), Gabriel Boric (1986) y Daniel Noboa (1987).

## Perspectivas económicas
Las perspectivas económicas para algunos milénicos han disminuido en gran medida debido a la Gran Recesión de finales de la década de 2000. Varios gobiernos han instituido importantes planes de empleo para los jóvenes por temor a los disturbios sociales debidos al drástico aumento de las tasas de desempleo juvenil. En Europa, los niveles de desempleo juvenil fueron muy altos (56 % en España, 44% en Italia, 35 % en los países bálticos, 19 % en Gran Bretaña y más del 20 % en muchos más países). En 2009, los principales comentaristas comenzaron a preocuparse por los efectos sociales y económicos del desempleo a largo plazo. Los niveles de desempleo en otras partes del mundo también fueron altos, y la tasa de desempleo juvenil en Estados Unidos alcanzó un récord del 19% en julio de 2010 desde que se empezó a recopilar la estadística en 1948. En Canadá, el desempleo entre los jóvenes en julio de 2009 era del 16%, el más alto en 11 años. El subempleo también es un factor importante. En Estados Unidos, las dificultades económicas han llevado a un aumento de la pobreza juvenil, el desempleo y el número de jóvenes que viven con sus padres. En abril de 2012 se informó que la mitad de todos los nuevos graduados universitarios en Estados Unidos todavía estaban desempleados o subempleados. Se ha argumentado que esta tasa de desempleo y la mala situación económica motivaron a los milénicos a realizar una llamada de atención con el movimiento Occupy Wall Street de 2011. Sin embargo, según Christine Kelly, Occupy no es un movimiento juvenil y tiene participantes que varían desde muy jóvenes hasta muy viejos.
En varios países europeos, muy afectados por la crisis financiera de 2008, surgieron diversos nombres para designar a los grupos de jóvenes con perspectivas de empleo y de carrera limitadas. Estos grupos pueden considerarse más o menos sinónimos de los milénicos, o al menos importantes subgrupos en esos países. La «generación de 700 €» es un término popularizado por los medios de comunicación griegos y se refiere a los griegos que viven en centros urbanos y que generalmente no logran establecer una carrera profesional. En Grecia, los jóvenes están siendo «excluidos del mercado laboral» y algunos «dejan su país de origen en busca de mejores oportunidades». Están siendo «marginados y se enfrentan a condiciones de trabajo inciertas» en empleos que no están relacionados con su formación académica, y reciben el salario base mínimo permitido de 700 euros al mes. Esta generación evolucionó en circunstancias que llevaron a la crisis de la deuda griega y algunos participaron en las protestas griegas de 2010-2012. En España se les conoce como mileuristas, en Francia Génération précaire y, al igual que en España, Italia también tiene la generación milleurista.
En 2015 se publicó que los milénicos de la ciudad de Nueva York ganaban un 20 % menos que la generación anterior, como resultado de entrar en el mercado laboral durante la Gran Recesión. A pesar de que las tasas de asistencia a la universidad son más altas que las de la generación X, muchos de ellos estaban atrapados en trabajos mal pagados, y el porcentaje de jóvenes con estudios universitarios que trabajan en empleos de bajos salarios aumentó del 23 % al 33 % entre 2000 y 2014. En 2016, una investigación de la Fundación Resolution determinó que en Reino Unido los milénicos ganaban 8000 libras menos a sus 20 años que la generación X, describiendo a los milénicos como «en vías de convertirse en la primera generación en ganar menos que la anterior».
Generation Flux es una designación neologista y psicográfica (no demográfica) acuñada por Fast Company para los empleados estadounidenses que necesitan hacer varios cambios de carrera a lo largo de su vida laboral debido a la naturaleza caótica del mercado laboral tras la Gran Recesión. El cambio social se ha acelerado con el uso de los medios sociales, los teléfonos inteligentes, la informática móvil y otras nuevas tecnologías. Aquellos pertenecientes a la Generation Flux tienen años de nacimiento en los rangos tanto de la generación X como de los milénicos. El término Generation Sell fue utilizado por el autor William Deresiewicz para describir el interés de los milénicos en las pequeñas empresas.
Se espera que los milénicos constituyan aproximadamente la mitad del mercado laboral de Estados Unidos en 2020. Los milénicos son el grupo más educado y culturalmente diverso de todas las generaciones y se les ha considerado difíciles de complacer cuando se trata de empleadores. Para abordar estos nuevos desafíos, muchas grandes empresas están estudiando actualmente los patrones sociales y de comportamiento de los milénicos y están tratando de diseñar programas que disminuyan el distanciamiento intergeneracional y aumenten las relaciones de comprensión recíproca entre los empleados de más edad y los milénicos. El Institute of Leadership & Management de Reino Unido investigó la brecha de entendimiento entre los milénicos y sus gerentes en colaboración con Ashridge Business School. Los resultados incluyeron altas expectativas de ascenso, salario y una relación de coaching con su gerente, y sugirieron que las organizaciones tendrán que adaptarse para obtener el mayor rendimiento de los milénicos. En un ejemplo de una compañía que intentaba hacer precisamente esto, Goldman Sachs llevó a cabo programas de capacitación que utilizaban actores para retratar a los milénicos que buscaban asertivamente más retroalimentación, responsabilidad y participación en la toma de decisiones. Después de la actuación, los empleados discutieron y debatieron las diferencias generacionales que vieron que se producían.
Los milénicos han sido los que menos se han beneficiado de la recuperación económica tras la Gran Recesión, ya que los ingresos medios de esta generación han caído al doble de la caída total de la población adulta en general y es probable que se encuentren en una senda hacia ingresos más bajos durante al menos otra década. Un artículo de Bloomberg L.P. escribió que «Tres años y medio después de la peor recesión desde la Gran Depresión, la brecha de ingresos y empleo entre los menores de 35 años y sus padres y abuelos amenaza con desbaratar el sueño americano de que cada generación lo haga mejor que la anterior. Los trabajadores más jóvenes de la nación se han beneficiado menos de una recuperación económica que ha sido la más desigual en la historia reciente».
En 2014 los milénicos accedieron a un ambiente de trabajo cada vez más multigeneracional. A pesar de que los estudios han demostrado que los milénicos se están incorporando a la fuerza laboral durante una época económica difícil, siguen siendo optimistas, como lo demuestra el hecho de que alrededor de nueve de cada diez milénicos encuestados por el Pew Research Center dijeron que actualmente tienen suficiente dinero o que finalmente alcanzarán sus metas financieras a largo plazo.

## Generación Peter Pan
La socióloga estadounidense Kathleen Shaputis calificó a los milénicos como la generación búmeran o la generación Peter Pan, debido a la tendencia de retrasar algunos ritos de paso a la edad adulta durante períodos más largos que la mayoría de las generaciones anteriores a ellos. Estas etiquetas también hacen referencia a la tendencia de sus miembros a vivir con sus padres durante más tiempo que las generaciones anteriores. Kimberly Palmer considera que el alto coste de la vivienda y la educación superior, y la relativa riqueza de las generaciones anteriores, son algunos de los factores que impulsan esta tendencia. Las preguntas sobre una definición clara de lo que significa ser adulto también provocan un debate sobre las transiciones retrasadas hacia la madurez y el surgimiento de una nueva etapa de la vida, la Adultez Emergente. Un estudio realizado en 2012 por profesores de la Universidad Brigham Young descubrió que los estudiantes universitarios eran más propensos a definir «adultos» basándose en ciertas habilidades y características personales que en ritos de paso tradicionales. Larry Nelson señaló que «En generaciones anteriores, te casabas y empezabas una carrera inmediatamente. Lo que ven los jóvenes de hoy es que ese enfoque ha llevado a divorcios, a personas descontentas con sus carreras.... La mayoría quiere casarse [...] solo quieren hacerlo bien a la primera, lo mismo con sus carreras». Sus expectativas han tenido un efecto negativo en la tasa de nupcialidad de los milénicos.
Un estudio conjunto realizado en 2013 por sociólogos de la Universidad de Virginia y la Universidad de Harvard descubrió que el declive y la desaparición de empleos estables a tiempo completo con seguro médico y pensiones para las personas que carecen de un título universitario ha tenido efectos profundos en los estadounidenses de clase trabajadora, que ahora tienen menos probabilidades de casarse y tener hijos dentro del matrimonio que los que tienen títulos universitarios. Los datos de un estudio realizado en 2014 sobre los milénicos de Estados Unidos revelaron que más del 56% de esta cohorte se considera parte de la clase obrera, y solo aproximadamente el 35 % se considera parte de la clase media.
Una investigación realizada por el Instituto Urbano en 2014 proyectó que si las tendencias actuales continúan, los milénicos tendrán una tasa de nupcialidad más baja en comparación con las generaciones anteriores, prediciendo que a los 40 años el 31 % de las mujeres milénicas permanecerán solteras, aproximadamente el doble de la proporción de solteras de la generación X. Los datos mostraron tendencias similares para los hombres.
Un estudio de 2016 de Pew Research mostró que los milénicos retrasan algunas actividades consideradas ritos de paso a la edad adulta, con datos que muestran que los jóvenes de entre 18 y 34 años tienen más probabilidades de vivir con sus padres que con su pareja, un hecho sin precedentes desde que comenzó la recopilación de datos en 1880. Los datos también mostraron un aumento significativo en el porcentaje de jóvenes que viven con sus padres en comparación con la cohorte demográfica anterior, la generación X, con un 23 % de jóvenes de 18 a 34 años que vivían con sus padres en el año 2000, y un 32 % en 2014. Además, en 2000, el 43 % de las personas de 18 a 34 años estaban casadas o vivían en pareja, cifra que se redujo al 32 % en 2014. La alta deuda estudiantil se describe como una razón para continuar viviendo con los padres, pero puede no ser el factor dominante para este cambio, ya que los datos muestran que la tendencia es más fuerte para aquellos que no tienen educación universitaria. Richard Fry, economista sénior de Pew Research, dijo sobre los milénicos que «son el grupo más propenso a vivir con sus padres», y añadió que «se están concentrando más en la escuela, las carreras y el trabajo y menos en la formación de nuevas familias, cónyuges o parejas e hijos».
Según un estudio intergeneracional que compara a los milénicos con la generación X realizado en la Escuela de negocios Wharton, más de la mitad de los estudiantes universitarios milénicos encuestados no planean tener hijos. Los investigadores compararon encuestas de la clase de graduados de Wharton de 1992 y 2012. En 1992, el 78 % de las mujeres planeaban tener hijos y en 2012 bajaron al 42 %. Los resultados fueron similares para los estudiantes varones. La investigación reveló que, entre ambos sexos, la proporción de estudiantes universitarios que informaron que finalmente planeaban tener hijos se había reducido a la mitad en el transcurso de una generación.

## Religión
En Estados Unidos, los milénicos son los menos propensos a ser religiosos en comparación con las generaciones anteriores. Hay una tendencia hacia la irreligión que ha ido en aumento desde la década de 1940. El 29 % de los estadounidenses nacidos entre 1983 y 1994 son irreligiosos, en comparación con el 21 % nacido entre 1963 y 1981, el 15 % nacido entre 1948 y 1962 y solo el 7 % nacido antes de 1948. Un estudio de 2005 se centró en 1385 personas de 18 a 25 años y encontró que más de la mitad de los participantes en el estudio dijeron que rezan regularmente antes de una comida. Un tercio dijo que hablaban de religión con amigos, asistían a servicios religiosos y leían material religioso semanalmente. Un 23 % de los estudiados no se identificaron como practicantes religiosos. Un estudio del Pew Research Center sobre los milénicos muestra que de los que tienen entre 18 y 29 años, solo el 3 % se autoidentifican como ateos y solo el 4 % se autoidentifican como agnósticos. En general, el 25 % de los milénicos no tienen afiliación religiosa y el 75 % están afiliados religiosamente.
Más de la mitad de los milénicos encuestados en Reino Unido en 2013 dijeron que no tenían «ninguna religión ni asistían a un lugar de culto», salvo para una boda o un funeral. El 25 % dijo «creer en un Dios», mientras que el 19 % creyó en un «poder espiritual mayor» y el 38 % dijo que no creía en Dios ni en ningún otro «poder espiritual mayor». La encuesta también descubrió que el 41 % pensaba que la religión era «la causa del mal» en el mundo con más frecuencia que el bien. La British Social Attitudes Survey encontró que el 71 % de los británicos de 18 a 24 años no eran religiosos, con solo el 3 % afiliados a la otrora dominante Iglesia de Inglaterra.

## Tecnología digital
En su libro de 2007, los autores Junco y Mastrodicasa ampliaron el trabajo de William Strauss y Neil Howe para incluir información basada en la investigación sobre los perfiles de personalidad de los milénicos, especialmente en lo que se refiere a la educación superior. Realizaron un amplio estudio (7705) con estudiantes universitarios. Encontraron que los estudiantes universitarios nacidos entre 1983 y 1992 estaban frecuentemente en contacto con sus padres y usaban la tecnología a un ritmo más alto que las personas de otras generaciones. En su encuesta, encontraron que el 97 % de estos estudiantes tenían un ordenador, el 94 % un teléfono móvil y el 56 % un reproductor de MP3. También encontraron que los estudiantes hablaban con sus padres un promedio de 1,5 veces al día sobre una amplia gama de temas. Otros hallazgos de la encuesta de Junco y Mastrodicasa revelaron que el 76 % de los estudiantes usaba la mensajería instantánea, el 40 % usaba la televisión para conocer la mayor parte de las noticias, y el 34 % de los estudiantes encuestados usaban Internet como su principal fuente de noticias. Los milénicos más mayores alcanzaron la mayoría de edad antes del uso y disponibilidad generalizados de los teléfonos inteligentes, definidos como aquellos nacidos en 1988 y antes, en contraste con los milénicos más jóvenes, aquellos nacidos en 1989 y después, que fueron expuestos a esta tecnología en sus años de adolescencia.
Los pertenecientes a la generación X y los milénicos fueron los primeros en crecer con ordenadores en sus hogares. En un discurso pronunciado en 1999 en el New York Institute of Technology, el presidente y director ejecutivo de Microsoft, Bill Gates, alentó a los profesores de Estados Unidos a utilizar la tecnología para satisfacer las necesidades de la primera generación de niños que crecería con internet. Algunos milénicos disfrutan de tener cientos de canales de televisión por cable. Sin embargo, algunos otros ni siquiera tienen un televisor, por lo que ven los medios de comunicación a través de internet utilizando teléfonos inteligentes y tabletas. Una de las formas más populares de uso de los medios de comunicación por los milénicos son las redes sociales. En 2010 fue publicada una investigación en el Elon Journal of Undergraduate Research que afirmaba que los estudiantes que usaban redes sociales y decidían cerrarlas mostraban los mismos síntomas de abstinencia de un drogadicto que dejaba de tomar su estimulante. Marc Prensky acuñó el término «nativo digital» para describir a los estudiantes preuniversitarios en 2001, explicando que «representan a las primeras generaciones que crecen con esta nueva tecnología». Los milénicos son identificados como nativos digitales por el Pew Research Center, que llevó a cabo una encuesta titulada Millennials in Adulthood.

## Identidad cultural
El libro de Strauss & Howe titulado Millennials Rising: The Next Great Generation describe a la generación milénica como «con mentalidad cívica», rechazando las actitudes de los baby boomers y la generación X. Desde el censo de Estados Unidos del año 2000, que permitió a la gente seleccionar más de un grupo racial, los milénicos han afirmado abundantemente el ideal de que todas sus herencias deben ser respetadas, contadas y reconocidas. Los milénicos son los hijos de los baby boomers o de la generación X, mientras que algunos de sus miembros más mayores pueden tener padres de la generación silenciosa. Una encuesta realizada en 2013 en Reino Unido reveló que la generación Y era más «abierta que sus padres en temas controvertidos». De los encuestados, casi el 75% apoyaba el matrimonio entre personas del mismo sexo.
Una encuesta de Pew Research de 2013 encontró que el 84 % de los milénicos, nacidos desde 1980, que en ese momento tenían entre 18 y 32 años, estaban a favor de legalizar el uso de la marihuana. En 2015, el Pew Research Center también realizó investigaciones sobre la identidad generacional. Se descubrió que los milénicos tienen menos probabilidades de identificarse fuertemente con el término generacional en comparación con la generación X o con los baby boomers, y solo el 40 % de los nacidos entre 1981 y 1997 se identifican como parte de la generación milénica. Entre los milénicos de más edad, los nacidos entre 1981 y 1988, Pew Research encontró que el 43 % se identificó personalmente como miembros de la cohorte demográfica mayor, la generación X, mientras que solo el 35% se identificó como milénicos. Entre los milénicos más jóvenes, nacidos entre 1989 y 1997, la identidad generacional no era mucho más fuerte, y solo el 45 % se identificaba personalmente como milénicos. También se conoció que los milénicos eligieron más a menudo definirse a sí mismos con términos más negativos como ensimismado, derrochador o codicioso. En este informe de 2015, Pew definió a los milénicos como aquellos cuyos años de nacimiento van desde 1981 en adelante.
Los milénicos alcanzaron la mayoría de edad en una época en la que la industria del entretenimiento comenzó a verse afectada por internet. Además de que los milénicos son los más diversos étnica y racialmente en comparación con las generaciones anteriores a ellos, también están camino de ser los más formados. En 2008, el 39,6% de los milénicos entre los 18 y 24 años estaban matriculados en la universidad, lo que constituye un récord en Estados Unidos. Además de estar formados, los milénicos también tienden a ser optimistas. Cerca de 9 de cada 10 milénicos sienten que tienen suficiente dinero o que alcanzarán sus metas financieras a largo plazo, incluso en tiempos económicos difíciles, y son más optimistas sobre el futuro de Estados Unidos. Según el Pew Research Center que realizó una encuesta en 2008, los milénicos son los más propensos de cualquier generación a autoidentificarse como liberales y también apoyan más la agenda social doméstica progresista que las generaciones anteriores.

## Aspiraciones futuras
Según la encuesta «Estilos de vida generacionales», llevada a cabo por Nielsen en 2015, esta generación aspira a tener éxito tanto en lo laboral como en lo personal; en primer lugar indica que existe una mayor conciencia sobre la salud, por lo que aspiran a ser personas saludables, dándole mayor importancia a su alimentación y su salud. Asimismo, aspiran a tener algo propio, a ser sus propios jefes, y a poseer su propia casa. Para ellos es fundamental tener un futuro estable, ya que son la generación que más se preocupa por tener ahorros. De igual forma, para ellos es muy importante la autonomía, divertirse, salir de viaje y tener una familia cuando consideren adecuado. Esta encuesta arrojó que más de la mitad de los encuestados de la generación (54 %) quieren vivir en grandes ciudades o colonias urbanas. 
Si bien para esta generación casarse y formar una familia no esta en el primer plano, no todos los jóvenes participantes se opusieron a tales aspiraciones. La compra de una casa, casarse y tener hijos permanecen como metas importantes; de hecho, cerca de una quinta parte de los encuestados consideraron comprar una casa (22 %) o casarse (17 %), y cerca del 10 % consideraron tener hijos como una de sus tres principales aspiraciones para el futuro.
| Predecesor: Generación X | Millennials | Sucesor: Zoomers |